# Erica Wiebe
Erica Elizabeth Wiebe (Stittsville, 13 de junho de 1989) é uma lutadora de estilo-livre canadense, campeã olímpica.

## Carreira
Wiebe competiu nos Jogos Olímpicos Rio 2016, na qual conquistou a medalha de ouro, na categoria até 75 kg.